# Lac Duquet
Lac Duquet är en sjö i Kanada.   Den ligger i regionen Nord-du-Québec och provinsen Québec, i den östra delen av landet, 1 700 km norr om huvudstaden Ottawa. Lac Duquet ligger 145 meter över havet. Arean är 71 kvadratkilometer. Den sträcker sig 14,1 kilometer i nord-sydlig riktning, och 10,5 kilometer i öst-västlig riktning.
Trakten runt Lac Duquet består i huvudsak av gräsmarker. Trakten runt Lac Duquet är nära nog obefolkad, med mindre än två invånare per kvadratkilometer.